# 21-й истребительный авиационный полк
21-й истреби́тельный авиацио́нный полк — воинское подразделение Вооружённых сил СССР в Великой Отечественной войне.

## История
Полк сформирован в  августе 1938 года, принимал участие в Зимней войне
В составе действующей армии с 22 июня 1941 по 16 июля 1941, с 27 августа 1941 по 27 октября 1941, с 18 декабря 1941 по 26 октября 1942 и с 12 апреля 1943 по 1 мая 1945 года.
На 22 июня 1941 года базировался на аэродроме в Риге, имея в наличии 65 самолётов И-16 (из них 15 неисправных), в том числе варианты с пушечным вооружением.
Первый налёт немецких бомбардировщиков полком не отражался, поскольку не имелось приказа, однако и потерь после налёта не было. Во время второго налёта истребители были подняты в воздух и по официальным отчётам полка сбили 9 немецких самолётов, при этом полк не понёс потерь, однако 5 самолётов совершили вынужденную посадку из-за нехватки топлива, из них два было разбито. 23-25 июня 1941 года действует в основном над Ригой.
В конце июня 1941 года полк перебазировался из Риги на аэродром Кружки на берегу Западной Двины, продолжал вести боевые действия в Прибалтике.
16 июля 1941 года полк был выведен на переформирование в 14-й запасной авиационный полк. К этому времени в полку осталось 6 самолётов, многие из которых были потеряны на земле. После переформирования полк получил самолёты ЛаГГ-3.
За июнь-июль 1941 года полк по своим отчётам совершил 2366 боевых вылетов, сбил в воздушных боях 87 самолётов, уничтожил 42 танка, 46 автомашин, 5 бензоцистерн, 14 орудий и много другой боевой техники противника.
C 27 августа 1941 года действует на старо-русском и новгородском направлениях, прикрывая войска 27-й армии в составе 4-й смешанной авиационной дивизии, 27 октября 1941 года вновь выведен на переформирование во 2-й запасной полк (аэродром Саваслейка), приступил к боевым действиям в конце декабря 1941 года, базировался в Удомельском районе, прикрывал войска 4-й ударной армии.
Действовал в интересах 4-й ударной армии, базируясь в Андреаполе, затем в Старой Торопе в августе 1942 действует в районе Ржева затем вошёл в состав 210-й, затем 209-й авиационных дивизий, в составе последней действовал до 26 октября 1942 года, находился в частности на аэродроме Красное, после чего выведен на переформирование и переобучение опять же во 2-й запасной полк. Осенью 1942 года в составе полка действовала отдельная штрафная эскадрилья 3-й воздушной армии.
Получил самолёты Ла-5. Вновь поступил в состав армии 12 апреля 1943 года, действовал на Калининском фронте, в августе 1943 года вошёл в состав 259-й истребительной авиационной дивизии, в ней и воевал до конца войны над Духовщиной, Невелем, Витебском, Полоцком, Прибалтикой, Восточной Пруссией.
В полку имелся именной самолёт «Олег Кошевой», на котором летал командир эскадрильи майор Кудымов.
Всего за годы войны лётчики полка сбили 290 самолётов противника.

## Полное наименование
- 21-й истребительный авиационный Витебский Краснознамённый ордена Кутузова полк

## Подчинение
| Дата            | Фронт (округ)                                    | Армия               | Корпус                                | Дивизия                                  | Примечания               |
| --------------- | ------------------------------------------------ | ------------------- | ------------------------------------- | ---------------------------------------- | ------------------------ |
| 22.06.1941 года | Северо-Западный фронт                            | -                   | -                                     | 6-я смешанная авиационная дивизия        | -                        |
| 01.07.1941 года | Северо-Западный фронт                            | -                   | -                                     | 6-я смешанная авиационная дивизия        | -                        |
| 10.07.1941 года | Северо-Западный фронт                            | -                   | -                                     | 6-я смешанная авиационная дивизия        | -                        |
| 01.08.1941 года | Северо-Западный фронт                            | -                   | -                                     | -                                        | точных данных не имеется |
| 01.09.1941 года | Северо-Западный фронт                            | 27-я армия          | -                                     | 4-я смешанная авиационная дивизия        | -                        |
| 01.10.1941 года | Северо-Западный фронт                            | 27-я армия          | -                                     | 4-я смешанная авиационная дивизия        | -                        |
| 01.11.1941 года | Северо-Западный фронт                            | -                   | -                                     | 4-я смешанная авиационная дивизия        | в резерве                |
| 01.12.1941 года | Северо-Западный фронт                            | -                   | -                                     | 4-я смешанная авиационная дивизия        | в резерве                |
| 01.01.1942 года | Северо-Западный фронт                            | -                   | -                                     | 4-я смешанная авиационная дивизия        | -                        |
| 01.02.1942 года | Калининский фронт                                | 4-я ударная армия   | -                                     | 4-я смешанная авиационная дивизия        | -                        |
| 01.03.1942 года | Калининский фронт                                | -                   | -                                     | -                                        | -                        |
| 01.04.1942 года | Калининский фронт                                | 4-я ударная армия   | -                                     | -                                        | -                        |
| 01.05.1942 года | Калининский фронт                                | 4-я ударная армия   | -                                     | -                                        | -                        |
| 01.06.1942 года | Калининский фронт                                | 3-я воздушная армия | -                                     | 210-я истребительная авиационная дивизия | -                        |
| 01.07.1942 года | Калининский фронт                                | 3-я воздушная армия |                                       | 209-я истребительная авиационная дивизия | -                        |
| 01.08.1942 года | Калининский фронт                                | 3-я воздушная армия | -                                     | 209-я истребительная авиационная дивизия | -                        |
| 01.09.1942 года | Калининский фронт                                | 3-я воздушная армия | -                                     | 209-я истребительная авиационная дивизия | -                        |
| 01.10.1942 года | Калининский фронт                                | 3-я воздушная армия | 2-й истребительный авиационный корпус | 209-я истребительная авиационная дивизия | -                        |
| 01.11.1942 года | Московский военный округ                         | -                   | -                                     | -                                        | -                        |
| 01.12.1942 года | Московский военный округ                         | -                   | -                                     | -                                        | -                        |
| 01.01.1943 года | Московский военный округ                         | -                   | -                                     | -                                        | -                        |
| 01.02.1943 года | Московский военный округ                         | -                   | -                                     | -                                        | -                        |
| 01.03.1943 года | Московский военный округ                         | -                   | -                                     | -                                        | -                        |
| 01.04.1943 года | Московский военный округ                         | -                   | -                                     | -                                        | -                        |
| 01.05.1943 года | Калининский фронт                                | 3-я воздушная армия | -                                     | -                                        | -                        |
| 01.06.1943 года | Калининский фронт                                | 3-я воздушная армия | -                                     | -                                        | -                        |
| 01.07.1943 года | Калининский фронт                                | 3-я воздушная армия | -                                     | -                                        | -                        |
| 01.08.1943 года | Калининский фронт                                | 3-я воздушная армия | -                                     | -                                        | -                        |
| 01.09.1943 года | Калининский фронт                                | 3-я воздушная армия | -                                     | 259-я истребительная авиационная дивизия | -                        |
| 01.10.1943 года | Калининский фронт                                | 3-я воздушная армия | -                                     | 259-я истребительная авиационная дивизия | -                        |
| 01.11.1943 года | 1-й Прибалтийский фронт                          | 3-я воздушная армия | -                                     | 259-я истребительная авиационная дивизия | -                        |
| 01.12.1943 года | 1-й Прибалтийский фронт                          | 3-я воздушная армия | -                                     | 259-я истребительная авиационная дивизия | -                        |
| 01.01.1944 года | 1-й Прибалтийский фронт                          | 3-я воздушная армия | -                                     | 259-я истребительная авиационная дивизия | -                        |
| 01.02.1944 года | 1-й Прибалтийский фронт                          | 3-я воздушная армия | -                                     | 259-я истребительная авиационная дивизия | -                        |
| 01.03.1944 года | 1-й Прибалтийский фронт                          | 3-я воздушная армия | -                                     | 259-я истребительная авиационная дивизия | -                        |
| 01.04.1944 года | 1-й Прибалтийский фронт                          | 3-я воздушная армия | -                                     | 259-я истребительная авиационная дивизия | -                        |
| 01.05.1944 года | 1-й Прибалтийский фронт                          | 3-я воздушная армия | -                                     | 259-я истребительная авиационная дивизия | -                        |
| 01.06.1944 года | 1-й Прибалтийский фронт                          | 3-я воздушная армия | -                                     | 259-я истребительная авиационная дивизия | -                        |
| 01.07.1944 года | 1-й Прибалтийский фронт                          | 3-я воздушная армия | -                                     | 259-я истребительная авиационная дивизия | -                        |
| 01.08.1944 года | 1-й Прибалтийский фронт                          | 3-я воздушная армия | -                                     | 259-я истребительная авиационная дивизия | -                        |
| 01.09.1944 года | 1-й Прибалтийский фронт                          | 3-я воздушная армия | -                                     | 259-я истребительная авиационная дивизия | -                        |
| 01.10.1944 года | 1-й Прибалтийский фронт                          | 3-я воздушная армия | -                                     | 259-я истребительная авиационная дивизия | -                        |
| 01.11.1944 года | 1-й Прибалтийский фронт                          | 3-я воздушная армия | -                                     | 259-я истребительная авиационная дивизия | -                        |
| 01.12.1944 года | 1-й Прибалтийский фронт                          | 3-я воздушная армия | -                                     | 259-я истребительная авиационная дивизия | -                        |
| 01.01.1945 года | 1-й Прибалтийский фронт                          | 3-я воздушная армия | -                                     | 259-я истребительная авиационная дивизия | -                        |
| 01.02.1945 года | 1-й Прибалтийский фронт                          | 3-я воздушная армия | -                                     | 259-я истребительная авиационная дивизия | -                        |
| 01.03.1945 года | 3-й Белорусский фронт (Земландская группа войск) | 3-я воздушная армия | -                                     | 259-я истребительная авиационная дивизия | -                        |
| 01.04.1945 года | 3-й Белорусский фронт (Земландская группа войск) | 3-я воздушная армия | -                                     | 259-я истребительная авиационная дивизия | -                        |
| 01.05.1945 года | 3-й Белорусский фронт                            | 3-я воздушная армия | -                                     | 259-я истребительная авиационная дивизия | -                        |

## Командиры
- Хара, Пётр Иванович, майор 08-09.1939
- Коробков, Павел Терентьевич, майор 09.1939—11.1939
- Пунтус Иван Григорьевич[1], 11.1939 - 08.1940
- Мирошниченко Николай Иванович, майор 1940—1941
- Забалуев, полковник
- Бобров, Владимир Иванович, майор, 22.11.1941 — 19.12.1941
- Нестоянов, Иван Максимович, майор, 12.1942 — 09.05.1945

## Участие в операциях и битвах
- Ржевско-Сычёвская операция — с 30 июля 1942 года по 23 августа 1942 года.
- Погорело-Городищенская операция — с 30 июля 1942 года по 23 августа 1942 года.

## Награды и наименования
| Награда                    | Дата       | За что получена |
| -------------------------- | ---------- | --- |
| «Витебский»                | 26.06.1944 | за отличие в боях по прорыву Витебского укреплённого района, а также за овладение Витебском                                                                              |
| Орден Красного Знамени     | 2.08.1944  | За образцовое выполнение боевых заданий командования на фронте борьбы с немецкими захватчиками и проявленные при этом доблесть и мужество                                |
| Орден Кутузова III степени | 28.05.1945 | За образцовое выполнение боевых заданий командования в боях с немецкими захватчиками при овладении городом и крепостью Пиллау и проявленные при этом доблесть и мужество |

## Отличившиеся воины полка
| Награда | Ф. И. О.                    | Должность                        | Звание            | Дата награждения | Данные о вылетах                                                                                     | Примечания                              |
| ------- | --------------------------- | -------------------------------- | ----------------- | ---------------- | --- | --------------------------------------- |
|         | Афанасьев, Борис Михайлович | заместитель командира эскадрильи | капитан           | 28.04.1945       | к моменту представления 367 боевых вылетов, 23 воздушных боя, 8 лично сбитых самолётов и 1 в группе. | -                                       |
|         | Егоров, Василий Васильевич  | командир звена                   | старший лейтенант | 29.06.1945       | всего 425 боевых вылетов, 73 воздушных боя, 15 лично сбитых самолётов.                               | -                                       |
|         | Пушков, Сергей Алексеевич   | старший лётчик                   | младший лейтенант | 15.07.1943       | 1 сбитый самолёт                                                                                     | 04.07.1943 совершил таран FW-189, погиб |